# James Barker Edmonds
James Barker Edmonds (* 20. Mai 1832 im Saratoga County, New York; † 29. Dezember 1900 in Washington, D.C.) war ein US-amerikanischer Politiker. Zwischen 1883 und 1886 war er als Präsident des Board of Commissioners Bürgermeister der Bundeshauptstadt Washington.

## Werdegang
Nach einem Jurastudium und seiner 1853 erfolgten Zulassung als Rechtsanwalt begann James Edmonds im Staat New York in diesem Beruf zu arbeiten. Im Jahr 1856 zog er nach Iowa City in Iowa, wo er mit einem Partner namens Charles T. Ransom eine erfolgreiche Anwaltskanzlei führte. Aus gesundheitlichen Gründen zog er im Jahr 1875 nach Washington D.C. Dort praktizierte er offiziell nicht mehr als Rechtsanwalt. Er war aber beratend tätig.
1883 wurde Edmonds Mitglied des aus drei Personen bestehenden Gremiums Board of Commissioners, das die Stadt Washington regierte. Innerhalb dieser Gruppe wurde er zum Vorsitzenden bestimmt. In dieser Eigenschaft übte er faktisch das Amt des Bürgermeisters aus, auch wenn dieser Titel zwischen 1871 und 1975 offiziell nicht benutzt wurde. Diesen Posten bekleidete er zwischen 1883 und 1886 für die Demokratische Partei. Eine weitere Berufung in diese Kommission lehnte er ab. Er starb am 29. Dezember 1900 in Washington.